# Bey van Tunis

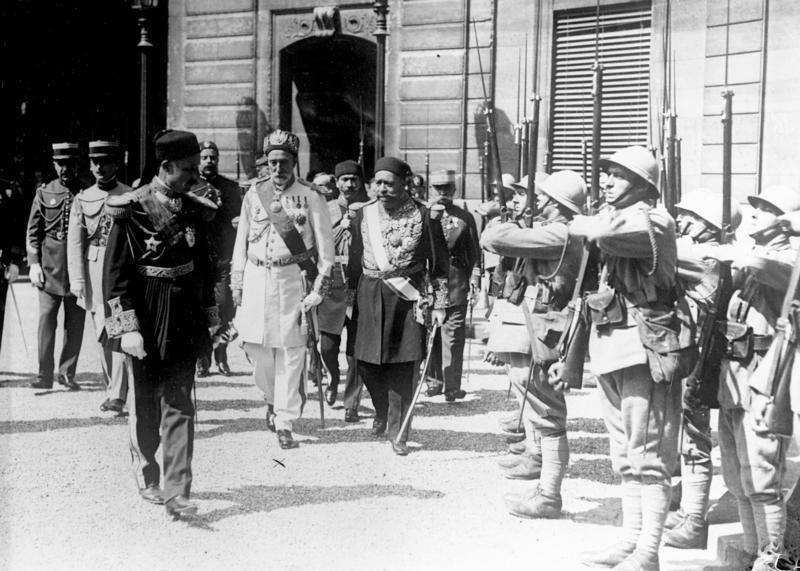
Bezoek van Habib Bey aan Parijs.

De bey van Tunis was van oorsprong een eenvoudige prefect die het Ottomaanse Rijk in Tunis (Tunesië) vertegenwoordigde.
Vanaf de 18e eeuw verwierven de uit de dynastie der Hoesseinieten afkomstige beys een feitelijke autonomie, een quasionafhankelijke positie ten opzichte van hun soeverein: de Ottomaanse sultan. De eerste vertegenwoordiger van deze dynastie was Hussein ben Ali Turki die in 1705 de Husseinitische staat stichtte.
Het beylicaalse regime, dat een einde maakte aan de heerschappij van Ibrahim Cherif die de dynastie van de Mouraditen was opgevolgd, vormde zich al snel om tot een monarchie met de bey als soeverein.
Hoewel hun feitelijke macht vanaf 1881 door het Franse protectoraat verzwakte en in de twintigste eeuw in feite in handen van de partij Neo-Destour van Habib Bourguiba was overgegaan, verloren de beys pas definitief hun macht na de uitroeping van de Tunesische onafhankelijkheid in 1956. Het koninkrijk Tunesië dat daarop werd gesticht, werd een jaar later vervangen door de republiek, op zijn beurt uitgeroepen op 25 juli 1957, waarbij alle monarchale macht werd afgeschaft.